# Катастар непокретности у Републици Србији
Катастар непокретности је основни и јавни регистар о непокретностима и стварним правима на њима.
Непокретности које се уписују у катастар непокретности су:
- земљишне (катастарске парцеле пољопривредног, шумског, грађевинског, водног и другог земљишта);
- надземни и подземни грађевински објекти;
- посебни делови објеката који чине грађевинску целину (стан, пословни простор, гаража и други).[1]

Катастар непокретности, између осталог, доприноси изградњи поузданог система уписа права на непокретностима и развоју тржишта непокретности, са пуном правном сигурношћу за све учеснике у правном
промету.
Радови на оснивању катастра непокретности започели су 1988. године и завршени су 2012. године (без територије АП Косово и Метохија).
Катастар непокретности настао је обједињавањем података о непокретностима садржаним у два одвојена регистра – катастру земљишта
и земљишној књизи.
Значајан допринос оснивању катастра непокретности дат је кроз реализацију пројекта Светске банке у периоду 2004–2012. године.
Од 2008. године, за регистроване кориснике, омогућен је приступ подацима о непокретностима преко интернет-апликације еКАТАСТАР. Од августа 2012. године еКАТАСТАР је јавно доступан свим корисницима. Поред грађана, корисници еКАТАСТР-а јесу министарства и други органи државне управе, порески органи, јавна предузећа, локална самоуправа, дирекције за грађевинско земљиште и изградњу, урбанистички заводи, јавни бележници, агенције за промет непокретности, адвокатске канцеларије, геодетске организације, грађевинска предузећа.
Превођење аналогних катастарских планова у дигитални векторски облик омогућава ефикасније управљање непокретностима и представља важну компоненту у модернизацији катастра непокретности.
Након оснивања катастра непокретности израда дигиталних катастарских планова (ДКП) један је од приоритетних задатака.
Приоритети при избору катастарских општина за израду ДКП-а усклађени су са приоритетима који су од државног интереса – градска подручја, важни инвестициони објекти, инфраструктурни коридори и др.

#### Израда дигиталних катастарских планова
Почетак израде дигиталног катастарског плана био је 1992. године у поступку обнове премера Косово Поље и града Крагујевца коришћењем софтвера MapSoft Института за геодезију Грађевинског факултета у Београду.
1995. године Републички геодетски завод је донео Правилник о формирању, одржавању, дистрибуцији и архивирању базе података дигиталног геодетског плана који је озваничио технологију дигиталног геодетског плана, која је у експерименталној примени од 1992. године. Овај правилник представља први подзаконски акт којим се уређује питање примене рачунарске технике у области државног премера и катастра. После тога Републички геодетски завод донео је и Инструкцију за израду оригинала базе података дигиталног катастарског плана (1996), а касније и Правилник о плановима и картама (2000) и Уредбу о дигиталном геодетском плану (2003).
На пословима израде дигиталних катастарских планова од 2005. до 2009. године, поред Републичког геодетског завода, учествовале су и геодетске организације чији је рад финансиран из средстава кредита Светске банке.
Такође, од 2007. године Републички геодетски завод додатно ангажује у просеку око 150 геодетских стручњака годишње на пословима израде дигиталних катастарских планова, чији је рад финансиран из сопствених прихода Републичког геодетског завода и из средстава кредита Светске банке.

## Историја
Први подаци о земљишту у Србији датирају из периода српске средњевековне државе. Ови подаци су описног карактера и односе се на земљиште. Многе повеље сачуване су у манастирима, представљајући веома значајну документацију о развоју државе Србије и почецима стварања свести о устројавању својинске евиденције. "Призренска тапија", као први такав документ, потиче још из периода владавине цара Душана (1346-1355).
После доношења првог Српског устава 1835. године, на "Спасовској народној скупштини", одржаној 1837. године у Крагујевцу, српски књаз Милош Обреновић покренуо је питање премера и класирања земљишта, па се 1837. година може означити као почетак развоја геодетске делатности у Србији.
Законом о државном премеру и катастру и уписима права на непокретностима (1988), први пут у Републици Србији прописано је оснивање катастра непокретности, као јединствене евиденције о непокретностима и стварним правима на њима. До доношења овог закона у Републици Србији је постојао катастар земљишта који је израђен на основу државног премера за целокупну територију Републике Србије. Поред катастра земљишта, на територији Републике Србије била је успостављена и земљишна књига за 1.287 катастарских општина или 28% од укупног броја катастарских општина,као и тапијске књиге које су биле заступљене у незнатном броју општина у Србији.
Општине Бор и Крагујевац биле су прве у Србији у којима је започета израда катастра непокретности, као основног и јавног регистра о непокретностима и стварним правима на њима. До 1994. године катастар непокретности израђен је за седам катастарских општина.
Од 1995.године, настављено је са израдом катастра непокретности, а 1996. године, по први пут се у геодетској струци Србије уводи пројектни приступ. У овом периоду започета је израда катастра непокретности на основу пројектне документације, у складу са годишњим програмом радова РГЗ-а. Започето је и системско праћење реализације планираних радова, посебно радова на изради катастра непокретности.
Правни оквир за увођење и оснивање катастра непокретности створен је 1988, године, доношењем Закона о премеру и катастру и уписима права на непокретностима. Касније, доношењем новог закона о државном премеру и катастру и уписима права на непокретностима (1992), ова материја је још обухватније и детаљније прописана. На основу искустава на пословима оснивања катастра непокретности наредних година доношене су и измене и допуне наведеног Закона, да би Закон о државном премеру и катастру (2009) у потпуности уредио законска решења за оснивање катастра непокретности.
Доношењем решења о потврђивању катастра непокретности за одређену катастарску општину, престао је да важи катастар земљишта, као и земљишна књига и интабулациона књига, ако је постојала, чиме је отпочео поступак одржавања премера и катастра непокретности.
Послове на одржавању премера, катастра земљишта и катастра непокретности од 1992. до 2002. године обављао је искључиво Републички геодетски завод преко служби за катастар непокретности у градовима и општинама, а после 2002. године, када су донете измене Закона, на теренским пословима одржавања премера, катастра земљишта и катастра непокретности укључују се и геодетске организације регистроване за извођење тих радова.